# Găujani (okręg Giurgiu)
Găujani – wieś w Rumunii, w okręgu Giurgiu, w gminie Găujani. W 2011 roku liczyła 1278 mieszkańców.